# Зона на Панамския канал
Зоната на Панамския канал (на испански: Zona del Canal de Panamá) е част от територията на Панама. Тя е с площ от 1432 км2, в която се включва Панамския канал и територията отдалечена на 8,1 км (5 мили) по неговото протежение (без градовете Панама и Колон). Зоната е създадена от две провинции на Панама на 18 ноември 1903 година.
От 1903 до 1979 г. територията е под контрола на САЩ, които финансират и изграждат Панамския канал. От 1979 до 1999 канала е под съвместен американо-панамски контрол.
По времето на американския контрол зоната, отделно от самия канал, е използвана предимно за военни цели. Американското военно присъствие приключва, когато зоната се връща под панамски контрол. Днес тя е интегрирана в икономиката на Панама като вид туристическа атракция.